# 2023年内华达大学拉斯维加斯分校枪击案
2023年内华达大学拉斯维加斯分校枪击案是指2023年12月6日，内华达大学拉斯维加斯分校发生的枪击事件。此次事件共造成包括嫌疑人在内的四人死亡，另有一人受伤。

## 槍擊
兇手托尼·波利托（Tony Polito）于2023年12月6日11点30分左右抵达内华达大学校园，當時他携带一把合法购买的Taurus 9毫米手枪以及11个已装弹的弹匣。  11点45分，拉斯维加斯大都会警察局接到報警电话，報警人称内华达大学校园內发生了枪击事件。警察不久就抵達案發現場。枪手在枪击过程中被警察擊斃。 两名警察在与兇手對峙時受轻伤。

## 受害者
枪击事件導致三名教职人员死亡，另有一人受伤。其中两名遇难者是李商学院的教员，分別是39岁的助理教授納瓦蘿-韋列茲（Patricia Navarro-Velez） 和64岁的企管系教授張家禎。張家禎來自台灣，已在該校任職22年。第三名受害者是69岁的内华达大学拉斯维加斯分校文学院副教授武丸直子（タケマル・ナオコさん）。武丸直子來自日本，主要在該校教授日語和日本文化。 

## 肇事者
安东尼·波利托（Anthony Polito，约1956年 - 2023年12月6日）於2001年至2017年期間在東卡羅來納大學商学院任職，當時他是這家大學营销与供应链管理系的终身副教授，2018年至2022年期間在罗斯曼健康科学大学商学院任職，當時他是這家大學的兼职教授。他曾向内华达州的多所学校申請教職，其中就包括内华达大学拉斯维加斯分校，但他的申请均未成功。 安东尼·波利托在作案前曾制作了一份包括内华达大学拉斯维加斯分校以及东卡罗来纳大学职员在内的目标名单。

## 反应
内华达大学拉斯维加斯分校在槍擊案發生後设立了紧急热线，並且決定暫時停課 一周。 
南内华达学院暫時將校园關閉。 內華達州15号州际公路為了讓急救人员順利趕到現場救援而暫時不對社會車輛開放。 UNLV反叛者对阵戴頓大學飛人的篮球比赛被取消。哈里·里德国际机场暫時停飞。 